# Cross (calcio)
Il traversone (spesso chiamato con l'inglesismo cross) è un tipo di passaggio offensivo nel gioco del calcio.

## Definizione
Nell'eseguire un traversone (talvolta detto anche «cross»), il calciatore colpisce la palla in modo da alzarla dal terreno per consentire al compagno di squadra di colpirla al volo (di testa oppure di piede). Più raramente, è eseguito rasoterra per cogliere impreparati gli avversari.
I traversoni risultano tanto più efficaci quanto più vicini alla linea di fondo campo vengono effettuati: un passaggio compiuto nei pressi della porta avversaria consente, infatti, una più facile deviazione verso la rete. Se eseguito correttamente, il traversone può diventare un assist per la realizzazione della rete. Un'esecuzione adeguata richiede buona visione di gioco e precisione nel lancio.